# ЗАЗ-969
ЗАЗ-969 (ЛуАЗ-969) — повноприводний автомобіль був спроєктований у 1965 році, але серійне виробництво цього автомобіля розпочалося лише з 1970 року на Луцькому автомобільному заводі, спочатку під моделлю ЗАЗ-969 «Волинь», пізніше логотип «ЗАЗ» замінили на логотип заводу-виробника — «ЛуАЗ».

## Загальний опис автомобіля

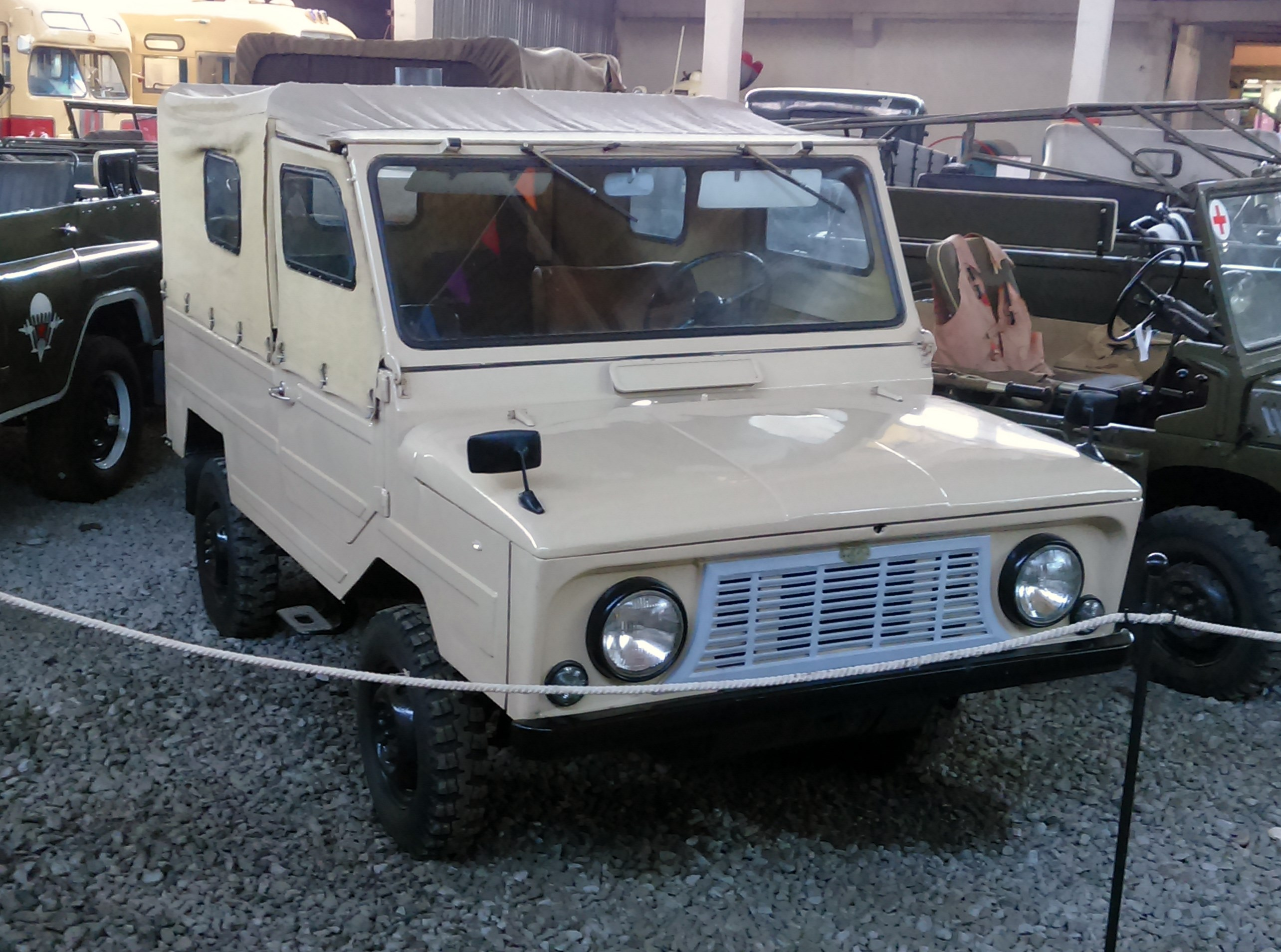
ЛуАЗ-969 в Московському музеї транспорту

Це повнопривідний легковий автомобіль який комплектувався двигуном МеМЗ-969 0,9 л 30 к.с. і був уніфікований з силовим агрегатом «Запорожців» моделей 965А і 966В, але, на відміну від них, встановлювався спереду. Автомобіль, як і всі ЛуАЗи, має передній привід, задній підключається за потребою. В наявності є блокування диференціала головної передачі заднього моста і понижуюча передача. Підвіска торсіонна незалежна, з гідравлічними амортизаторами. Задля забезпечення якомога більшого дорожнього просвіту біля ступиць коліс вмонтовані пари прямозубчастих циліндричних шестерень. Гідравлічні гальма роздільні для передніх і задніх коліс. Рульовий механізм і гальма уніфіковані з відповідними агрегатами сімейства «Запорожців».
ЗАЗ-969 розрахований на 4 осіб, або 2 осіб і 250 кг вантажу.
Витрата палива 9-13,5

## Двигун
Двигун МеМЗ-969 V-подібний чотиритактний карбюраторний повітряного охолодження з кутом розвалу 90° робочим об'ємом 0,887 л потужністю 30 к.с. Порядок роботи циліндрів 1-2-4-3. Діаметри циліндра — 72 мм, хід поршня — 54,5 мм. Карбюратор К-125.

## Коробка передач
На ЗАЗ-969 встановлювалась механічна, двовальна, триходова, чотириступенева коробка передач з чотирма передачами вперед і однією назад.

## Підвіска
Передня і задня — незалежна, торсіонна з телескопічними гідравлічними амортизаторами двосторонньої дії.